# Luxemburg-Rundfahrt
Die Luxemburg-Rundfahrt (seit 2005 offiziell ŠkodaTour de Luxembourg) ist ein Straßenradrennen, das jährlich in Luxemburg als Etappenrennen ausgetragen wird.
Der Wettbewerb gehörte seit 2005 zur UCI Europe Tour und in der hors categorie und seit 2020 zu der UCI ProSeries. Bei Einführung der UCI ProTour 2005 bestand ursprünglich die Absicht, das Rennen in die Eneco Tour zu integrieren.
Die Rundfahrt findet regelmäßig Anfang Juni über fünf Etappen auf sehr hügeligen Strecken statt. Sie gehört zu den ersten Vorbereitungsrennen für die Tour de France.
Neben zahlreichen Luxemburgern, gewann 1988, 1995, 2007 und 2023 jeweils ein Schweizer und 2011, 2013 und 2015 jeweils ein Deutscher die Rundfahrt. Zu den Siegern gehört auch Lance Armstrong, der hier seinen ersten Erfolg nach der überwundenen Krebs-Erkrankung erzielen konnte. Rekordsieger ist der Luxemburger Mathias Clemens, der die Rundfahrt zwischen 1935 und 1947 insgesamt fünf Mal gewinnen konnte.

## Palmarès
| Jahr                   | Sieger                | Zweiter                  | Dritter                 |
| ---------------------- | --------------------- | ------------------------ | ----------------------- |
| 1935                   | Mathias Clemens       | Julien Hamelryckx        | Jean Oeyen              |
| 1936                   | Mathias Clemens       | Pierre Clemens           | Julien Hamelryckx       |
| 1937                   | Mathias Clemens       | Pierre Clemens           | Camille Michielsen      |
| 1938                   | Lucien Vlaemynck      | Adolphe Braeckeveldt     | Hubert Deltour          |
| 1939                   | Mathias Clemens       | Lucien Vlaemynck         | Fernand Mithouard       |
| 1940 nicht ausgetragen |                       |                          |                         |
| 1941                   | Christoph Didier      | Erich Bautz              | Richard Menapace        |
| 1942                   | Franz Neuens          | Christoph Didier         | Mathias Clemens         |
| 1943                   | Franz Neuens          | Mathias Clemens          | Pierre Clemens          |
| 1944 nicht ausgetragen |                       |                          |                         |
| 1945                   | Jean Goldschmit       | Bim Diederich            | Marcel Poiré            |
| 1946                   | Albéric Schotte       | Bim Diederich            | Norbert Callens         |
| 1947                   | Mathias Clemens       | Bim Diederich            | Jean Kirchen            |
| 1948                   | Jean Goldschmit       | Guy Lapébie              | Richard Depoorter       |
| 1949                   | Bim Diederich         | Nello Sforacchi          | Marcel Ernzer           |
| 1950                   | Isidore De Ryck       | Bim Diederich            | Jean Kirchen            |
| 1951                   | Marcel Ernzer         | Bim Diederich            | Georges Jobé            |
| 1952                   | Jean Kirchen          | Jean Goldschmit          | Robert Vanderstockt     |
| 1953                   | Robert Vanderstockt   | Alex Close               | Charly Gaul             |
| 1954                   | Jean-Pierre Schmitz   | Charly Gaul              | Marcel Ernzer           |
| 1955                   | Louison Bobet         | Marcel Ernzer            | Charly Gaul             |
| 1956                   | Charly Gaul           | René Remangeon           | Jean Forestier          |
| 1957                   | Gérard Saint          | Raymond Elena            | Elio Gerussi            |
| 1958                   | Jean-Pierre Schmitz   | Jean-Claude Annaert      | Piet de Jongh           |
| 1959                   | Charly Gaul           | Aldo Bolzan              | Pino Cerami             |
| 1960                   | Marcel Ernzer         | Aldo Bolzan              | Giuseppe Pintarelli     |
| 1961                   | Charly Gaul           | Marcel Ernzer            | Aldo Bolzan             |
| 1962                   | Jef Planckaert        | Willy Schroeders         | Frans De Mulder         |
| 1963                   | Yvo Molenaers         | Jo de Roo                | Martin van der Borgh    |
| 1964                   | Arie den Hartog       | Bas Maliepaard           | Hennes Junkermann       |
| 1965                   | Vincent Denson        | Jean-Claude Lebaube      | Arie den Hartog         |
| 1966                   | Edy Schütz            | Armand Desmet            | Willy Planckaert        |
| 1967                   | Frans Brands          | Bernard Van De Kerckhove | Raymond Delisle         |
| 1968                   | Edy Schütz            | Cees Haast               | Franco Bodrero          |
| 1969                   | Davide Boifava        | Marinus Wagtmans         | Arie den Hartog         |
| 1970                   | Edy Schütz            | Georges Pintens          | René Pijnen             |
| 1971                   | André Dierickx        | Ferdinand Bracke         | Leif Mortensen          |
| 1972                   | Roger Rosiers         | Paul Aerts               | Barry Hoban             |
| 1973                   | Sylvain Vasseur       | Willy Planckaert         | Jean-Pierre Guitard     |
| 1974                   | Freddy Maertens       | Frans Verbeeck           | Herman Van Springel     |
| 1975                   | Frans Verbeeck        | Willy Teirlinck          | Herman Van Springel     |
| 1976                   | Frans Verbeeck        | Jos Jacobs               | Gerrie Knetemann        |
| 1977                   | Bert Pronk            | Gerrie Knetemann         | Willi Lienhard          |
| 1978                   | Ludo Peeters          | Wilfried Wesemael        | Gerben Karstens         |
| 1979                   | Lucien Didier         | Bernard Hinault          | Bert Oosterbosch        |
| 1980                   | Bert Oosterbosch      | Leo van Vliet            | Daniel Gisiger          |
| 1981                   | Juri Barinow          | Igor Bokov               | Riho Suun               |
| 1982                   | Bernard Hinault       | Hennie Kuiper            | Igor Bokov              |
| 1983                   | Lucien Didier         | Charly Mottet            | Kim Andersen            |
| 1984                   | Christophe Lavainne   | William Tackaert         | Rudy Dhaenens           |
| 1985                   | Jelle Nijdam          | William Tackaert         | Louis Luyten            |
| 1986                   | Steven Rooks          | Søren Lilholt            | Harald Maier            |
| 1987                   | Søren Lilholt         | Laurent Fignon           | Benjamin Van Itterbeeck |
| 1988                   | Richard Trinkler      | Jaanus Kuum              | Jacques Decrion         |
| 1989                   | Michel Cornelisse     | Darius Kaiser            | Eddy Schurer            |
| 1990                   | Christophe Lavainne   | Erich Mächler            | Maximilian Sciandri     |
| 1991                   | Gert-Jan Theunisse    | Frans Maassen            | Adrie van der Poel      |
| 1992                   | Jean-Philippe Dojwa   | John van den Akker       | Ron Kiefel              |
| 1993                   | Maximilian Sciandri   | Maarten den Bakker       | Johan Museeuw           |
| 1994                   | Frans Maassen         | George Hincapie          | Melchor Mauri           |
| 1995                   | Rolf Järmann          | Emmanuel Magnien         | Gianluca Bortolami      |
| 1996                   | Alberto Elli          | Laurent Desbiens         | Erik Breukink           |
| 1997                   | Frank Vandenbroucke   | Alberto Elli             | Erik Breukink           |
| 1998                   | Lance Armstrong       | Erik Dekker              | Dirk Müller             |
| 1999                   | Marc Wauters          | Steffen Kjærgaard        | Tobias Steinhauser      |
| 2000                   | Alberto Elli          | Benoît Joachim           | Nicola Loda             |
| 2001                   | Jørgen Bo Petersen    | Raivis Belohvoščiks      | Fred Rodriguez          |
| 2002                   | Marcus Ljungqvist     | Bart Voskamp             | Ondřej Sosenka          |
| 2003                   | Thomas Voeckler       | Piotr Wadecki            | David Cañada            |
| 2004                   | Maxime Monfort        | Torsten Hiekmann         | Jörg Jaksche            |
| 2005                   | László Bodrogi        | Fabian Cancellara        | Jukka Vastaranta        |
| 2006                   | Christian Vande Velde | Tomasz Brożyna           | Allan Johansen          |
| 2007                   | Grégory Rast          | Laurent Brochard         | Tiziano Dall’Antonia    |
| 2008                   | Joost Posthuma        | Michael Albasini         | Fränk Schleck           |
| 2009                   | Fränk Schleck         | Andreas Klöden           | Marco Marcato           |
| 2010                   | Matteo Carrara        | Fränk Schleck            | Lance Armstrong         |
| 2011                   | Linus Gerdemann       | Alexandre Geniez         | Tony Gallopin           |
| 2012                   | Jakob Fuglsang        | Wout Poels               | Fränk Schleck           |
| 2013                   | Paul Martens          | Jonathan Hivert          | Jan Bakelants           |
| 2014                   | Matti Breschel        | Jempy Drucker            | Michael Mørkøv          |
| 2015                   | Linus Gerdemann       | Marc de Maar             | Huub Duyn               |
| 2016                   | Maurits Lammertink    | Philippe Gilbert         | Alex Kirsch             |
| 2017                   | Greg Van Avermaet     | Xandro Meurisse          | Anthony Perez           |
| 2018                   | Andrea Pasqualon      | Jan Tratnik              | Pit Leyder              |
| 2019                   | Jesús Herrada         | Maurits Lammertink       | Andrea Pasqualon        |
| 2020                   | Diego Ulissi          | Markus Hoelgaard         | Aimé De Gendt           |
| 2021                   | João Almeida          | Marc Hirschi             | Mattia Cattaneo         |
| 2022                   | Mattias Skjelmose     | Kévin Vauquelin          | Valentin Madouas        |
| 2023                   | Marc Hirschi          | Brandon McNulty          | Ben Healy               |
| 2024                   | Antonio Tiberi        | Mathieu van der Poel     | David Gaudu             |

Während der NS-Zeit wurde das Eintagesrennen Rund um Luxemburg ausgetragen.
Alle Sieger waren Luxemburger unter der NS-Flagge. Sie starteten mit einer deutschen Lizenz, da der luxemburgische Radsportverband während der deutschen Okkupation Luxemburgs verboten war.
Siehe dazu und zu den Siegern: Rund um Luxemburg.

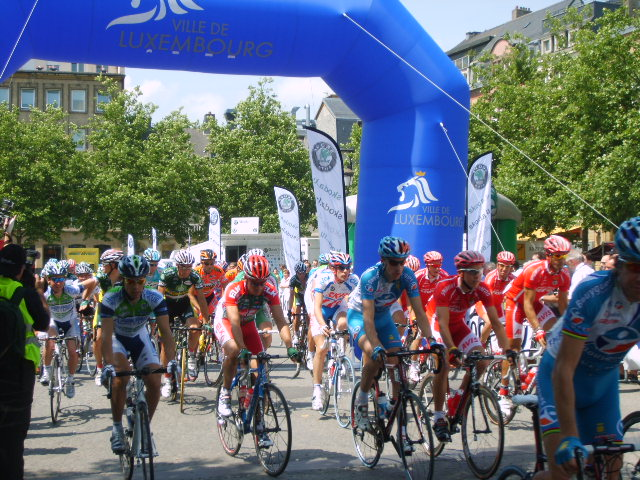
Start zur zweiten Etappe der Luxemburg-Rundfahrt 2007